# Khuṭba

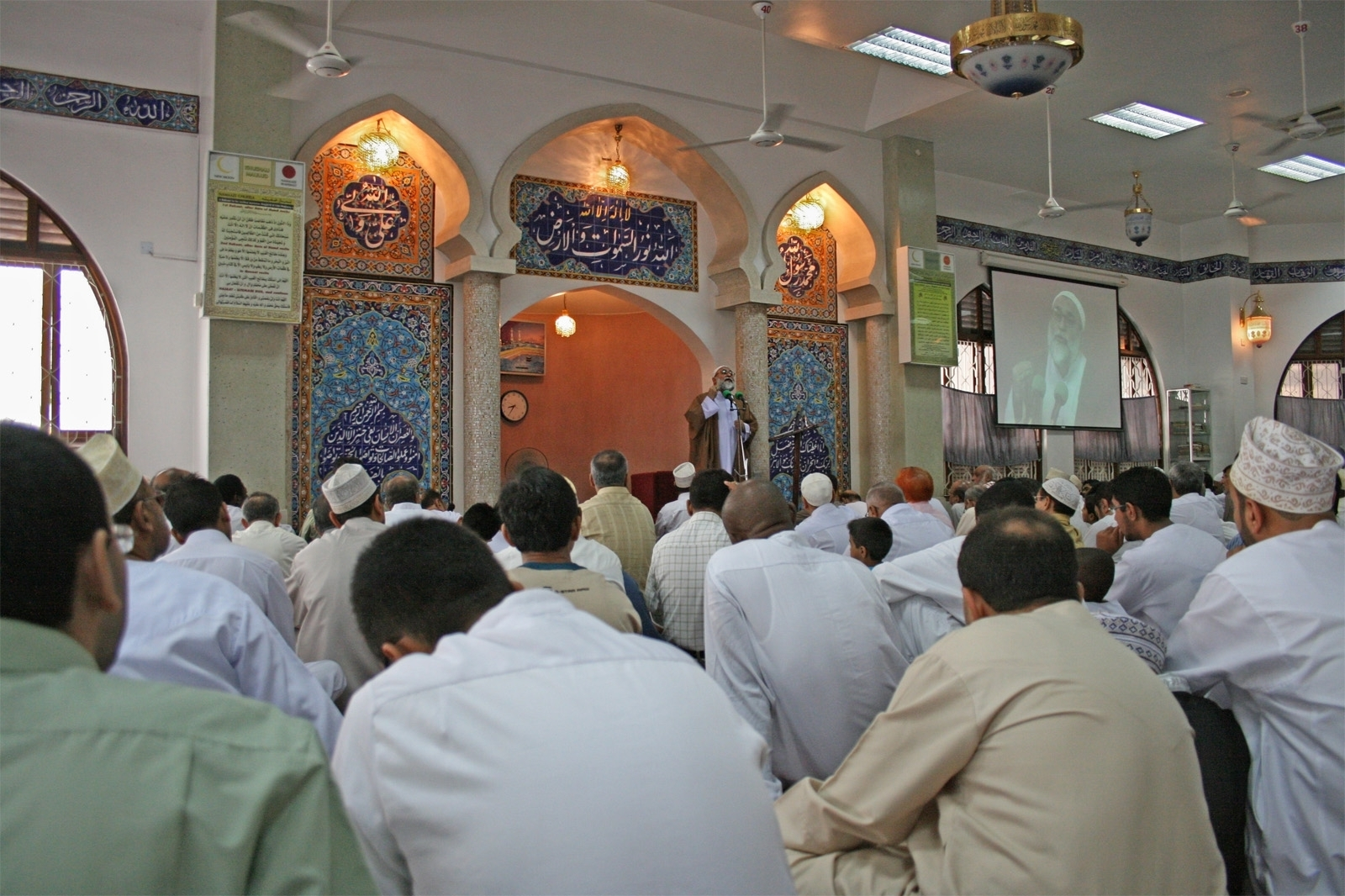
Un khaṭīb mentre tiene la sua khuṭba in moschea.

La khuṭba (in arabo ﺧﻄﺒـة‎?, khuṭba) è un'allocuzione che una persona particolarmente esperta e apprezzata per conoscenza religiosa - di norma stabilmente incaricato del compito nella moschea - tiene ai fedeli musulmani quando, il giorno di venerdì, costoro si radunano in preghiera collettiva per adempiere l'obbligo della preghiera di mezzogiorno ( ṣalāt al-jumūʿa ). Salvo nel caso delle due principali festività (ʿīd al-kabīr, ossia il Giorno dei Sacrifici del 10 Dhū l-Ḥijja, e ʿīd al-ṣaghīr, vale a dire la festa per la rottura del digiuno (ṣawm) del mese di Ramaḍān) ,la khuṭba precede la ṣalat.
La khuṭba può essere pronunciata anche in altre circostanze: ad esempio in occasione di un'eclissi di sole (khuṭbat al-kusūf), o di un matrimonio o in caso di prolungata siccità (khuṭbat al-istisqāʾ). In quest'ultimo caso si effettua anche una preghiera particolare (ṣalat al-istisqāʾ), guidata talora dal Califfo stesso o da un imām che indossa un mantello rovesciato, con evidente simbologia propiziatoria e apotropaica. 
Il tenore dell'allocuzione può essere di carattere religioso (simile, quindi, a una predica) ma anche etico-giuridico-politico (come nel caso della khuṭba per il matrimonio, in cui l'imām ricorda alla coppia i doveri giuridici e morali che derivano da un tale atto), vista lo strutturale "integralismo" della religione islamica che non intende distinguere gli aspetti spirituali da quelli temporali (il detto islamico più famoso è: Islām dīn wa dunyā, ossia "L'Islàm [è] religione e mondanità").
In questo modo, attraverso la khuṭba pronunciata dal khaṭīb, le comunità potevano essere messe al corrente dei fatti più rilevanti che le riguardavano e il fatto di aprire la khuṭba con un omaggio formale al governante che si riteneva legittimo faceva capire quali orientamenti avesse la comunità: cosa particolarmente rilevante in caso di insurrezioni.
In età contemporanea tali allocuzioni hanno spesso avuto un carattere contestatorio dei regimi al potere e, per questo, alcuni paesi islamici si preoccupano di mantenere una stretta sorveglianza sulle moschee per cercare di cogliere in anticipo fenomeni di contestazione più o meno radicale. 

Il fenomeno è perfettamente in linea con la tradizione islamica che, fin dai primi decenni di vita del calendario islamico, aveva previsto un preventivo controllo da parte del potere costituito (al-amīr) delle allocuzioni religiose del venerdì (khuṭba al-jumūʿa) in moschea. Il principio fu poi autorevolmente ribadito da Ibn al-Jawzī (m. 1201) e da ʿAlī b. Wafāʾ (m. 1405).
In Egitto i governi repubblicani hanno delegato il controllo delle moschee (nel senso di coloro che vi tengono le allocuzioni) a un ministero e tale compito potenzialmente censorio ha suscitato le rimostranze dell'elemento più tradizionalista. Non a caso il primo segno di fondamentalismo islamico violento è stato l'assassinio, all'epoca della presidenza di Anwar al-Sādāt del suo ministro dei "Beni waqf e degli Affari religiosi", lo sceicco al-Ghazālī, assassinato al Cairo da militanti fondamentalisti.